# Владімірс Боровковс
Владі́мірс Боро́вковс (латис. Borovkovs Vladimirs; народився 28 листопада 1990, Рига, Латвія) — латвійський хокеїст, нападник. Виступав в ризькому Динамо-Юніорс та в складі юніорської збірної Латвії (U-18).